# 745
Раннє Середньовіччя. Триває чума Юстиніана. У Східній Римській імперії триває правління Костянтина V. Більшу частину території Італії займає Лангобардське королівство, деякі області належать Візантії. У Франкському королівстві формально править король Хільдерих III, але фактична влада розділена між синами Карла Мартела. Піренейський півострів, окрім Королівства Астурія, у руках маврів. В Англії триває період гептархії. Центр Аварського каганату лежить у Паннонії. Існують слов'янські держави: Карантанія та Перше Болгарське царство.
Омеядський халіфат займає Аравійський півострів, Сирію, Палестину, Персію, Єгипет, Північну Африку та Піренейський півострів. У Китаї править династія Тан. Індія роздроблена. В Японії триває період Нара. Хазарський каганат підпорядкував собі кочові народи на великій степовій території між Азовським морем та Аралом. Виник Уйгурський каганат.
На території лісостепової України в VIII столітті виділяють пеньківську й корчацьку археологічні культури. У VIII столітті тривало швидке розселення слов'ян. У Північному Причорномор'ї співіснують різні кочові племена, зокрема булгари, хозари, алани, авари, тюрки, кримські готи.

## Події
- На місці колишнього Тюркського каганату виник Уйгурський каганат.
- Герцог Аквітанії Гунальд визнав урешті-решт себе васалом Піпіна Короткого та Карломана. Він правда виколов очі своєму брату Гатону, який його зрадив. Гунарда змусили піти в монастир, а герцогом Аквітанським став його син Ваїфре.
- Розпочавшись у Константинополі, бубонна чума швидко шириться Європою.
- Карантанія стала васалом баварів.
- Карантанський князь Борут запросив для свої дітей християнських учителів, починається христианізація словенців.